# 모랄리아

1531년 판

모랄리아(Moralia)는 플루타르코스의 작품이다.
원제 <Ethika>는 일종의 수상 평론집으로 여러 잡다한 주제의 에세이 집성물이다. <헤로도토스의 악의(惡意)에 관해서> <아리스토파네스와 메난드로스와의 비교>와 같은 문학평론, <미신에 관하여> <노여움의 제어(制御)> <안일(安逸)에 관하여> <자녀교육에 관하여> 등의 윤리편, 델포이의 신탁이나 이시스신(神)에 관한 종교편, <수다스럼에 관하여> <육식에 관하여> <불과 물의 효용 비교> 등 일상 좌담형식의 것까지 80편 남짓을 포괄시켜 그의 자녀교육의 일단을 엿보게 한다.